# Chthonioidea
Chthonioidea — надродина павукоподібних ряду Псевдоскорпіони (Pseudoscorpiones).

## Класифікація
- Chthonioidea

- Chthoniidae (31 рід, 605 видів)
- †Dracochelidae — один викопний вид (Девонський період)
- Lechytiidae (1 рід, 22 види)
- Tridenchthoniidae (17 родів, 68 видів)